# イリス (企業)
イリス(C. ILLIES & Co. Handelsgesellschaft mbH)は、ドイツ・ハンブルクに本社を置く、ドイツからの輸入機械を取り扱う専門商社。
社歴は安政5年（1859年）7月に横浜と長崎で開店したクニフラー商会にさかのぼる。明治13年（1880年）5月同社共同経営者だったカール・イリスが経営権を引き継ぎイリス商会と名を改め今日の株式会社イリス(K.K. IRISU)につながる。

## 沿革
バタヴィアで貿易に従事していたデュッセルドルフ出身のルイス・クニフラーとギルデマイスターは、日本での業務展開のため1859年1月長崎・出島に到着した。その後、オランダ商館として営業準備を始め、同年7月の開国に合わせ横浜と長崎でクニフラー商会の営業を開始した。
クニフラー商会は横浜での外国商社第一号と言われている。
クニフラー商会は開港間もない横浜では思ったような商売が出来ず、1860年春頃には一旦閉店することになったが、その頃福沢諭吉がクニフラー商会を訪れ、英語の重要性を学ぶきっかけとなる蘭英・英蘭辞書を購入している。
一方、出島に居住していたギルデマイスターは、医者の松本良順やその門下の医学生達と行き来があった。この日本人医学生の中に、日本最初の独和辞典を発刊した司馬凌海がおり、ギルデマイスターからドイツ語を学んだ可能性があると言われている。
1862年1月ギルデマイスターが横浜に移り同地で営業を再開したのを始め、明治維新までに開港された全ての居留地（箱館、神戸、大阪、築地、新潟）に支店あるいは代理店を置き、日本の主要都市圏での営業を展開した。
当時のクニフラー商会は、銃器・船舶、織物などを輸入し、樟脳、絹、昆布、茶などを輸出していた。特に銃器は長崎で確認できるだけでも約9千挺に上っている。
クニフラーは、日本での営業基盤確立を実現した1865年秋にデュッセルドルフに戻り、翌年9月欧州における日本向け調達拠点となるデュッセルドルフ支店を開店した。その後日本への商圏拡大を狙う多数の有力企業との間で代理店契約を結ぶようになる。
1866年5月クニフラーと入れ違いでカール・イリスが横浜でクニフラー商会の社員となり、1868年に長崎支店長となる。
1866年春に土佐藩へ銃・船舶などを納める取引で対価となる土佐藩品の樟脳の市場価格暴騰により、土佐藩の契約不履行が生じた。土佐藩では岩崎弥太郎が窓口となったが、この問題の決着は明治維新後までつくことがなかった。司馬遼太郎は「竜馬がゆく」でこの時の土佐藩後藤象二郎とクニフラー商会（文中ではキネプル）のもめごとを取り上げている。
その後、岩崎弥太郎の三菱商会がもととなって作られた日本郵船が欧州航路ハンブルク線を開拓し、クニフラー商会およびその後のイリス商会が行った取引物資の運搬に貢献した。
明治新政府発足までの間、クニフラーとギルデマイスターは長崎と横浜でプロシャの副領事に任命されており、商会の営業に役立つ情報を手に入れることが出来た。
他方、箱館の代理店主ガルトネルも副領事に任命されたが、プロシャ公使の圧力もあり、借地問題で後に明治新政府の外交問題第一号となる「ガルトネル事件」に深く関与する。
明治初年陸軍にツンナール銃5,500挺、ツンナール騎銃200挺を納入したことを皮切りに、第二次世界大戦まで続く軍との密接な関係が構築された。
武器取引以外にも活路を見出す努力が見られ、1871年4月大北電信会社が、上海－長崎、長崎－浦塩（ウラジオストック）間の海底ケーブル敷設完了し、欧州と極東の電信網が繋がり日本における国際通信の第一歩となったが、この時クニフラー商会はジーメンス社より海底電線（長崎－上海）敷設用機材を購入して大北電信会社へ納入している。
クニフラー商会は販路拡大のため日本及び欧州での人脈構築に積極的に努めたが、例えば1873年3月岩倉訪米欧使節団の訪独の際、日本政府高官との人的つながりを積極的に求めるクニフラーが、独側の案内役に名乗りを上げ、クルップなどの工場を案内した。
又、新政府発足後長崎から神戸へ移ったカール・イリスは、北ドイツ連邦名誉総領事の立場から紀州藩出身の陸奥宗光と知己となり、以降紀州藩との取引、軍関係との取引等の恩恵を受けた。
明治中期になるとイギリスの綿毛製品・鉄・機械・染料・薬品を輸入し、日本からは茶・魚油などを輸出し、日本と海外との貿易拡大に貢献する。
1875年カール・イリスが横浜本店長となり、1880年クニフラーから経営権を継承し、社名をイリス商会（伊理斯商会）とした。
以後新政府の富国強兵政策下、国内インフラ整備、軍備増強が活発に推進され、更に産業振興政策により重厚長大産業を中心に海外製品の需要が高まり、イリス商会も積極的に販路拡大を目指し、結果的に日本の産業発展へ多大な貢献をすることになった。
1890年ハンブルクに戻ったカール・イリスは、その後1898年にイリス商会の本社をドイツ・ハンブルクへと移転した。
その後、イリス商会の日本での事業の発展と共に、神戸・大阪・築地に支店を開設。東京店では主に陸海軍の御用を務めた。横浜には関東大震災まで所在し、幕末から明治・大正期にかけて急速に近代化する日本の中で、水道、港湾建設、橋梁、鉄道、軍事、紡績、製鉄など、多方面にわたり設備と技術を提供し、大きな実績を残した。
1920年には、ドイツ・ボッシュ社と代理店契約を結ぶ。イリス商会神戸支店の施設内にボッシュ製品修理工場を開設し、ボッシュ社の日本進出の足掛かりとして貢献する。
1941年の太平洋戦争勃発時には、大日本帝国陸軍に対してラ式三十七粍高射機関砲（3.7cm Flak18）を納入。
その後の戦争激化および進駐軍統治に伴い、一時期日本の支店を閉鎖した時期もあったが、戦後もいち早く復興した。
現在は株式会社イリスと社名を変更し、ドイツ製機械の輸入を主業務として、日本・中国・韓国・台湾・ベトナム・インドネシアに300人の従業員を擁する専門商社となっている。
2009年創立150年の記念展示会が横浜美術館（4月〜6月）、出島旧長崎内外クラブ（8月〜11月）で開催された。
現存する在日外資系企業として最古の歴史を誇る。また外資系でありながら日本で創業されたというユニークな企業でもある。

## クニフラー・イリスの関与した事業
- 1871年　陸軍にツンナール銃、ツンナール騎銃、火砲を納入[12]
- 1884年11月　阪堺鉄道に独ホーエンツォレルン社製機関車や車両を納入[13]
- 1885年2月　琵琶湖疏水に火薬納入[14]
- 1885年6月　皇居造営に伴う水道工事用水道管等資材納入[15]
- 1885年7月　日本鉄道にレール等納入[16]
- 1885年8月　群馬県から紡績機受注[17]
- 1886年10月　皇居の鉄製二重橋設計・施工[18]
- 1887年4月　函館水道設備資材納入[19]
- 1887年8月　吾妻橋建設用鉄材納入[20]
- 1888年　九州鉄道他に機関車及び関連資材等を納入[21]
- 1889年　北海道炭鉱鉄道にレール納入[22]
- 1890年代　ハンブルクアメリカ汽船の代理店を務める[23]。エアロ・ロイド設立に参加し、飛行船ツェッペリン号の運航に関与[24]
- 1898年　函館のビール工場へ機械一式納入[25]
- 1890年代　日露戦争に関わる軍需品として大砲などを大量受注、機関車、テンダー機関車、貨車を納入[26]。鐘紡へ紡績機納入。赤十字や養育院（困窮者、病者、孤児、障碍者等の保護施設）へ寄付[27]
- 1910年12月　岡山電気軌道の溝付きレール納入[28]
- 1912年　官営八幡製鐵所の中空ロール機納入[29]
- 1911年　製薬会社ホフマン・ラ・ロッシュの代理店を務める[30]
- 1919年　ボッシュの代理店として自動車関連事業に乗り出す[31]
- 1923年　ドイツ映画、MGM、FBO、ワーナーブラザーズ等映画配給に参入[32]
- 1929年　ドイツパルロフォンラベルのレコード制作に携わる[33]
- 1926年　川崎造船所葺合工場に独ルップマン社製のメルツ式塩基性25トン平炉を納入[34]

## イリスに関与した事のある著名人
- 後藤象二郎・岩崎弥太郎 - 土佐藩在籍時代にクニフラー商会と取引。
- 福沢諭吉 - 横浜で開業当時のクニフラー商会を訪問。
- 武藤山治（政治家）- 1888年にイリス商会に就職し、陸海軍向けの武器商品を取り扱った。
- ゲオルグ・デ・ラランデ（建築家）- 1907年に横浜のイリス商会建屋を建築。

## 事業所
- 本社：東京都品川区上大崎3-12-18（イリスビル）
- 大阪支店：大阪府大阪市中央区本町2-6-8（センバセントラルビル）
- 名古屋支店：愛知県名古屋市名東区社台3-8